# Sommer-Paralympics 2016/Teilnehmer (Griechenland)
| stlisierte Goldmedaille | stlisierte Silbermedaille | stlisierte Bronzemedaille |
| ----------------------- | ------------------------- | ------------------------- |
| 5                       | 4                         | 4                         |

Griechenland entsandte 16 Athletinnen und 44 Athleten zu den Paralympischen Sommerspielen 2016 in Rio de Janeiro, die in zwölf Sportarten antraten. Fahnenträger für Griechenland bei der Eröffnungsfeier war der Bocciaspieler Grigorios Polychronidis.

## Medaillen

### Medaillenspiegel
| Rang   | Sportart         | Gold | Silber | Bronze | Gesamt |
| ------ | ---------------- | ---- | ------ | ------ | ------ |
| 1      | Leichtathletik   | 3    | 2      | 2      | 7      |
| 2      | Powerlifting     | 1    | 0      | 1      | 2      |
| 3      | Schwimmen        | 1    | 0      | 0      | 1      |
| 4      | Boccia           | 0    | 1      | 1      | 2      |
| 5      | Rollstuhlfechten | 0    | 1      | 0      | 1      |
| Gesamt | Gesamt           | 5    | 4      | 4      | 13     |

## Teilnehmer nach Sportart

### Boccia
| Mixed                                                |            |                        |      |   |   |               |               |               |               |               |               |    |
| Panagiotis Soulanis                                  | Einzel BC1 | J. Prado               | 6:1  | 2 | 2 | D. Perez      | 0:13          | ausgeschieden | ausgeschieden | ausgeschieden | ausgeschieden | 5  |
| Panagiotis Soulanis                                  | Einzel BC1 | M. Ibarbure            | 6:4  | 2 | 2 | D. Perez      | 0:13          | ausgeschieden | ausgeschieden | ausgeschieden | ausgeschieden | 5  |
| Panagiotis Soulanis                                  | Einzel BC1 | Leung M. Y.            | 0:9  | 2 | 2 | D. Perez      | 0:13          | ausgeschieden | ausgeschieden | ausgeschieden | ausgeschieden | 5  |
| Grigorios Polychronidis                              | Einzel BC3 | J. McCowan             | 9:1  | 2 | 1 | Ho Y. K.      | 2*:2          | Kim H.-s.     | 4:1           | Jeong S.-y.   | 1:8           |    |
| Grigorios Polychronidis                              | Einzel BC3 | D. Michel              | 7:2  | 2 | 1 | Ho Y. K.      | 2*:2          | Kim H.-s.     | 4:1           | Jeong S.-y.   | 1:8           |    |
| Anna Ntenta                                          | Einzel BC3 | P. Cilissen            | 6:1  | 1 | 2 | ausgeschieden | ausgeschieden | ausgeschieden | ausgeschieden | ausgeschieden | ausgeschieden | 9  |
| Anna Ntenta                                          | Einzel BC3 | Ho Y. K.               | 1:6  | 1 | 2 | ausgeschieden | ausgeschieden | ausgeschieden | ausgeschieden | ausgeschieden | ausgeschieden | 9  |
| Chrysi Morfi-Metzou                                  | Einzel BC4 | Leung Y. W.            | 2:13 | 0 | 4 | ausgeschieden | ausgeschieden | ausgeschieden | ausgeschieden | ausgeschieden | ausgeschieden | 13 |
| Chrysi Morfi-Metzou                                  | Einzel BC4 | Seo H.                 | 1:10 | 0 | 4 | ausgeschieden | ausgeschieden | ausgeschieden | ausgeschieden | ausgeschieden | ausgeschieden | 13 |
| Chrysi Morfi-Metzou                                  | Einzel BC4 | D. Vieira              | 1:6  | 0 | 4 | ausgeschieden | ausgeschieden | ausgeschieden | ausgeschieden | ausgeschieden | ausgeschieden | 13 |
| Nikolaos Pananos Grigorios Polychronidis Anna Ntenta | Doppel BC3 | Singapur               | 2:3  | 2 | 2 | —             | —             | Südkorea      | 1:6           | Singapur      | 8:1           |    |
| Nikolaos Pananos Grigorios Polychronidis Anna Ntenta | Doppel BC3 | Vereinigtes Königreich | 4:1  | 2 | 2 | —             | —             | Südkorea      | 1:6           | Singapur      | 8:1           |    |
| Nikolaos Pananos Grigorios Polychronidis Anna Ntenta | Doppel BC3 | Portugal               | 5:2  | 2 | 2 | —             | —             | Südkorea      | 1:6           | Singapur      | 8:1           |    |

### Bogenschießen
| Athleten            | Wettbewerb   | Qualifikation | Qualifikation | 1. Runde | 1. Runde | Achtelfinale  | Achtelfinale  | Viertelfinale | Viertelfinale | Halbfinale    | Halbfinale    | Finale        | Finale        | Rang |
| Athleten            | Wettbewerb   | Ringe         | Rang          | Gegner   | Ergebnis | Gegner        | Ergebnis      | Gegner        | Ergebnis      | Gegner        | Ergebnis      | Gegner        | Ergebnis      | Rang |
| ------------------- | ------------ | ------------- | ------------- | -------- | -------- | ------------- | ------------- | ------------- | ------------- | ------------- | ------------- | ------------- | ------------- | ---- |
| Frauen              |              |               |               |          |          |               |               |               |               |               |               |               |               |      |
| Dorothea Poimenidou | Recurve Open | 605           | 7             | B. Duboc | 4:6      | ausgeschieden | ausgeschieden | ausgeschieden | ausgeschieden | ausgeschieden | ausgeschieden | ausgeschieden | ausgeschieden | 17   |

### Judo
| Athleten                | Wettbewerb        | 1. Runde     | 1. Runde | 1. Hoffnungsrunde | 1. Hoffnungsrunde | Viertelfinale | Viertelfinale | 2. Hoffnungsrunde | 2. Hoffnungsrunde | Halbfinale    | Halbfinale    | Kampf um Gold/Bronze | Kampf um Gold/Bronze | Rang |
| Athleten                | Wettbewerb        | Gegner       | Erg.     | Gegner            | Erg.              | Gegner        | Erg.          | Gegner            | Erg.              | Gegner        | Erg.          | Gegner               | Erg.                 | Rang |
| ----------------------- | ----------------- | ------------ | -------- | ----------------- | ----------------- | ------------- | ------------- | ----------------- | ----------------- | ------------- | ------------- | -------------------- | -------------------- | ---- |
| Männer                  |                   |              |          |                   |                   |               |               |                   |                   |               |               |                      |                      |      |
| Theoklitos Papachristos | Klasse bis 100 kg | I. Bolukbasi | 0:100    | ausgeschieden     | ausgeschieden     | ausgeschieden | ausgeschieden | ausgeschieden     | ausgeschieden     | ausgeschieden | ausgeschieden | ausgeschieden        | ausgeschieden        | 10   |

### Leichtathletik
Laufen
| Athleten                                                                | Wettbewerb       | Vorlauf | Vorlauf | Halbfinale | Halbfinale | Finale        | Finale        | Rang |
| Athleten                                                                | Wettbewerb       | Zeit    | Rang    | Zeit       | Rang       | Zeit          | Rang          | Rang |
| ----------------------------------------------------------------------- | ---------------- | ------- | ------- | ---------- | ---------- | ------------- | ------------- | ---- |
| Männer                                                                  |                  |         |         |            |            |               |               |      |
| Michail Seitis                                                          | 100 m T44        | 11,30 s | 6       | —          | —          | ausgeschieden | ausgeschieden | 10   |
| Christos Koutoulias                                                     | 100 m T47        | 11,52 s | 5       | —          | —          | ausgeschieden | ausgeschieden | 10   |
| Michail Seitis                                                          | 200 m T44        | 22,45 s | 4       | —          | —          | 22,63 s       | 7             | 7    |
| Michail Seitis                                                          | 400 m T44        | 49,81 s | 4       | —          | —          | 49,66 s       | 6             | 6    |
| Christos Koutoulias Michail Seitis Ioannis Sevdikalis Konstantin Veltsi | 4 × 100 m T42-47 | —       | —       | —          | —          | 47,79 s       | 5             | 5    |
| Frauen                                                                  |                  |         |         |            |            |               |               |      |
| Styliani Smaragdi                                                       | 100 m T47        | 13,70 s | 5       | —          | —          | ausgeschieden | ausgeschieden | 11   |

Springen und Werfen
| Athleten                  | Wettbewerb      | Finale  | Finale | Rang |
| Athleten                  | Wettbewerb      | Weite   | Rang   | Rang |
| ------------------------- | --------------- | ------- | ------ | ---- |
| Männer                    |                 |         |        |      |
| Evangelos Kanavos         | Weitsprung T20  | 6,48 m  | 9      | 9    |
| Christos Kapellas         | Weitsprung T44  | 6,40 m  | 7      | 7    |
| Michail Seitis            | Weitsprung T44  | 6,20 m  | 9      | 9    |
| Konstantin Veltsi         | Weitsprung T44  | 5,59 m  | 12     | 12   |
| Christos Koutoulias       | Weitsprung T47  | 6,43 m  | 13     | 13   |
| Athanasios Konstantinidis | Keulenwurf F32  | 33,69 m | 2      |      |
| Nikolaos Gonios           | Keulenwurf F32  | 27,26 m | 5      | 5    |
| Dimitrios Zisidis         | Keulenwurf F32  | 22,24 m | 6      | 6    |
| Dimitrios Senikidis       | Kugelstoßen F20 | 16,17 m | 2      |      |
| Efstratios Nikolaidis     | Kugelstoßen F20 | 15,69 m | 4      | 4    |
| Athanasios Konstantinidis | Kugelstoßen F32 | 10,39 m | 1      |      |
| Dimitrios Zisidis         | Kugelstoßen F32 | 9,24 m  | 3      |      |
| Nikolaos Gonios           | Kugelstoßen F32 | 7,00 m  | 10     | 10   |
| Che Jon Fernandes         | Kugelstoßen F53 | 8,44 m  | 1      |      |
| Manolis Stefanoudakis     | Speerwurf F54   | 29,45 m | 1      |      |
| Frauen                    |                 |         |        |      |
| Styliani Smaragdi         | Weitsprung T47  | 4,87 m  | 10     | 10   |
| Valasia Kyrgiovanaki      | Kugelstoßen F20 | 12,11 m | 4      | 4    |
| Zoi Mantoudi              | Kugelstoßen F20 | 11,31 m | 9      | 9    |
| Anthi Liagkou             | Kugelstoßen F33 | 4,69 m  | 5      | 5    |
| Dimitra Korokida          | Kugelstoßen F53 | 4,28 m  | 3      |      |

### Kanu
| Athleten           | Wettbewerb | Vorlauf      | Vorlauf | Halbfinale   | Halbfinale | Finale        | Finale        | Rang |
| Athleten           | Wettbewerb | Zeit         | Rang    | Zeit         | Rang       | Zeit          | Rang          | Rang |
| ------------------ | ---------- | ------------ | ------- | ------------ | ---------- | ------------- | ------------- | ---- |
| Frauen             |            |              |         |              |            |               |               |      |
| Eleni Prelorentzou | KL1 200 m  | 1:53,367 min | 5       | 1:44,092 min | 4          | ausgeschieden | ausgeschieden | 9    |

### Powerlifting (Bankdrücken)
| Athleten               | Wettbewerb  | Ergebnis | Rang   |
| ---------------------- | ----------- | -------- | ------ |
| Männer                 |             |          |        |
| Dimitrios Bakochristos | bis 54 kg   | 162 kg   | Bronze |
| Paschalis Kouloumoglou | bis 59 kg   | 145 kg   | 5      |
| Nikolaos Gkountanis    | bis 65 kg   | 181 kg   | 5      |
| Gkremislav Moysiadis   | bis 80 kg   | 165 kg   | 8      |
| Pavlos Mamalos         | bis 107 kg  | 238 kg   | Gold   |
| Konstantinos Dimou     | über 107 kg | 220 kg   | 4      |

### Radsport

#### Straße
| Athleten                                         | Wettbewerb         | Zeit         | Rang |
| ------------------------------------------------ | ------------------ | ------------ | ---- |
| Männer                                           |                    |              |      |
| Athanasios Barakas Pilot: Konstantinos Troulinos | Einzelzeitfahren B | 45:38,46 min | 21   |
| Athanasios Barakas Pilot: Konstantinos Troulinos | Straßenrennen B    | DNF          | DNF  |
| Frauen                                           |                    |              |      |
| Adamantia Chalkiadaki Pilotin: Argyro Milaki     | Einzelzeitfahren B | 43:03,79 min | 12   |
| Adamantia Chalkiadaki Pilotin: Argyro Milaki     | Straßenrennen B    | 2:02:52 h    | 6    |
| Paraskevi Kantza Pilotin: Vasiliki Voutzali      | Einzelzeitfahren B | 50:36,79 min | 17   |
| Paraskevi Kantza Pilotin: Vasiliki Voutzali      | Straßenrennen B    | 2:43:00 h    | 16   |

#### Bahn
| Athleten                                         | Wettbewerb                | Qualifikation | Qualifikation | Finals        | Finals        | Rang |
| Athleten                                         | Wettbewerb                | Zeit          | Rang          | Gegner        | Zeit          | Rang |
| ------------------------------------------------ | ------------------------- | ------------- | ------------- | ------------- | ------------- | ---- |
| Männer                                           |                           |               |               |               |               |      |
| Athanasios Barakas Pilot: Konstantinos Troulinos | 4000 m Einerverfolgung B  | 5:03,979 min  | 16            | ausgeschieden | ausgeschieden | 16   |
| Athanasios Barakas Pilot: Konstantinos Troulinos | 1000 m Einzelzeitfahren B | —             | —             | —             | 1:07,479 min  | 10   |
| Frauen                                           |                           |               |               |               |               |      |
| Adamantia Chalkiadaki Pilotin: Argyro Milaki     | 3000 m Einerverfolgung B  | 3:46,620 min  | 10            | ausgeschieden | ausgeschieden | 10   |
| Adamantia Chalkiadaki Pilotin: Argyro Milaki     | 1000 m Einzelzeitfahren B | —             | —             | —             | 1:13,431 min  | 10   |
| Paraskevi Kantza Pilotin: Vasiliki Voutzali      | 3000 m Einerverfolgung B  | 4:14,308 min  | 14            | ausgeschieden | ausgeschieden | 14   |
| Paraskevi Kantza Pilotin: Vasiliki Voutzali      | 1000 m Einzelzeitfahren B | —             | —             | —             | 1:23,748 min  | 14   |

### Rollstuhlfechten
| Männer                                                                       |                  |                  |       |               |               |               |               |               |               |    |
| Gerasimos Pylarinos-Markantonatos                                            | Säbel Einzel A   | L. Lemoine       | 1:5   | ausgeschieden | ausgeschieden | ausgeschieden | ausgeschieden | ausgeschieden | ausgeschieden | 10 |
| Gerasimos Pylarinos-Markantonatos                                            | Säbel Einzel A   | Tian J.          | 0:5   | ausgeschieden | ausgeschieden | ausgeschieden | ausgeschieden | ausgeschieden | ausgeschieden | 10 |
| Gerasimos Pylarinos-Markantonatos                                            | Säbel Einzel A   | Chan W. K.       | 2:5   | ausgeschieden | ausgeschieden | ausgeschieden | ausgeschieden | ausgeschieden | ausgeschieden | 10 |
| Gerasimos Pylarinos-Markantonatos                                            | Säbel Einzel A   | A. Demchuk       | 4:5   | ausgeschieden | ausgeschieden | ausgeschieden | ausgeschieden | ausgeschieden | ausgeschieden | 10 |
| Gerasimos Pylarinos-Markantonatos                                            | Säbel Einzel A   | Cheong M. C.     | 5:2   | ausgeschieden | ausgeschieden | ausgeschieden | ausgeschieden | ausgeschieden | ausgeschieden | 10 |
| Vasileios Ntounis                                                            | Säbel Einzel A   | Chen Y.          | 5:4   | Chen Y.       | 15:12         | R. Osvath     | 12:15         | Tian J.       | 5:15          | 4  |
| Vasileios Ntounis                                                            | Säbel Einzel A   | V. Tsedryk       | 5:3   | Chen Y.       | 15:12         | R. Osvath     | 12:15         | Tian J.       | 5:15          | 4  |
| Vasileios Ntounis                                                            | Säbel Einzel A   | A. Pellegrini    | 5:4   | Chen Y.       | 15:12         | R. Osvath     | 12:15         | Tian J.       | 5:15          | 4  |
| Vasileios Ntounis                                                            | Säbel Einzel A   | R. Noble         | 5:2   | Chen Y.       | 15:12         | R. Osvath     | 12:15         | Tian J.       | 5:15          | 4  |
| Vasileios Ntounis                                                            | Säbel Einzel A   | R. Osvath        | 5:2   | Chen Y.       | 15:12         | R. Osvath     | 12:15         | Tian J.       | 5:15          | 4  |
| Panagiotis Triantafyllou                                                     | Säbel Einzel B   | A. Castro        | 5:3   | P. Mainville  | 15:6          | G. Pluta      | 15:14         | A. Datsko     | 7:15          |    |
| Panagiotis Triantafyllou                                                     | Säbel Einzel B   | P. Mainville     | 5:1   | P. Mainville  | 15:6          | G. Pluta      | 15:14         | A. Datsko     | 7:15          |    |
| Panagiotis Triantafyllou                                                     | Säbel Einzel B   | B. Cheema        | 5:4   | P. Mainville  | 15:6          | G. Pluta      | 15:14         | A. Datsko     | 7:15          |    |
| Panagiotis Triantafyllou                                                     | Säbel Einzel B   | Feng Y.          | 5:1   | P. Mainville  | 15:6          | G. Pluta      | 15:14         | A. Datsko     | 7:15          |    |
| Gerasimos Pylarinos Markantonatos Panagiotis Triantafyllou Vasileios Ntounis | Degen Mannschaft | Frankreich       | 22:45 | —             | —             | China         | 33:45         | Polen         | 29:45         | 4  |
| Gerasimos Pylarinos Markantonatos Panagiotis Triantafyllou Vasileios Ntounis | Degen Mannschaft | Brasilien        | 45:32 | —             | —             | China         | 33:45         | Polen         | 29:45         | 4  |
| Frauen                                                                       |                  |                  |       |               |               |               |               |               |               |    |
| Kalliopi Loufaki                                                             | Degen Einzel B   | T. Pozniak       | 1:2   | ausgeschieden | ausgeschieden | ausgeschieden | ausgeschieden | ausgeschieden | ausgeschieden | 10 |
| Kalliopi Loufaki                                                             | Degen Einzel B   | C. Demaude       | 5:3   | ausgeschieden | ausgeschieden | ausgeschieden | ausgeschieden | ausgeschieden | ausgeschieden | 10 |
| Kalliopi Loufaki                                                             | Degen Einzel B   | M. Makowska      | 0:5   | ausgeschieden | ausgeschieden | ausgeschieden | ausgeschieden | ausgeschieden | ausgeschieden | 10 |
| Kalliopi Loufaki                                                             | Degen Einzel B   | S. Briese-Baetke | 2:5   | ausgeschieden | ausgeschieden | ausgeschieden | ausgeschieden | ausgeschieden | ausgeschieden | 10 |
| Kalliopi Loufaki                                                             | Degen Einzel B   | Yao F.           | 2:5   | ausgeschieden | ausgeschieden | ausgeschieden | ausgeschieden | ausgeschieden | ausgeschieden | 10 |

### Rollstuhltennis
| Athleten           | Wettbewerb | 1. Runde     | 1. Runde | 2. Runde      | 2. Runde      | Achtelfinale  | Achtelfinale  | Viertelfinale | Viertelfinale | Halbfinale    | Halbfinale    | Finale / Platz 3 | Finale / Platz 3 | Rang |
| Athleten           | Wettbewerb | Gegner       | Ergebnis | Gegner        | Ergebnis      | Gegner        | Ergebnis      | Gegner        | Ergebnis      | Gegner        | Ergebnis      | Gegner           | Ergebnis         | Rang |
| ------------------ | ---------- | ------------ | -------- | ------------- | ------------- | ------------- | ------------- | ------------- | ------------- | ------------- | ------------- | ---------------- | ---------------- | ---- |
| Männer             |            |              |          |               |               |               |               |               |               |               |               |                  |                  |      |
| Stefanos Diamantis | Einzel     | M. Jeremiasz | 0:6, 3:6 | ausgeschieden | ausgeschieden | ausgeschieden | ausgeschieden | ausgeschieden | ausgeschieden | ausgeschieden | ausgeschieden | ausgeschieden    | ausgeschieden    | 33   |

### Segeln
| Mixed                                                        |                       |      |   |   |
| Theodoros Alexas Vasileios Christoforou Anargyros Notaroglou | Dreier Kielboot Sonar | 58,0 | 7 | 7 |

### Schießen
| Athleten            | Wettbewerb                  | Qualifikation   | Qualifikation | Finale          | Finale        | Rang |
| Athleten            | Wettbewerb                  | Ringe/ Scheiben | Rang          | Ringe/ Scheiben | Rang          | Rang |
| ------------------- | --------------------------- | --------------- | ------------- | --------------- | ------------- | ---- |
| Mixed               |                             |                 |               |                 |               |      |
| Evangelos Kakosaios | 10 m Luftgewehr stehend SH2 | 622,8           | 23            | ausgeschieden   | ausgeschieden | 23   |

### Schwimmen
| Athleten                                                                            | Wettbewerb              | Vorlauf     | Vorlauf | Finale        | Finale        | Rang |
| Athleten                                                                            | Wettbewerb              | Zeit        | Rang    | Zeit          | Rang          | Rang |
| ----------------------------------------------------------------------------------- | ----------------------- | ----------- | ------- | ------------- | ------------- | ---- |
| Männer                                                                              |                         |             |         |               |               |      |
| Christos Tampaxis                                                                   | 50 m Rücken S1          | —           | —       | 1:22,30 min   | 4             | 4    |
| Christos Tampaxis                                                                   | 100 m Rücken S1         | —           | —       | 2:54,23 min   | 4             | 4    |
| Dimitrios Karypidis                                                                 | 50 m Rücken S1          | —           | —       | 1:32,09 min   | 5             | 5    |
| Dimitrios Karypidis                                                                 | 100 m Rücken S1         | —           | —       | 3:12,73 min   | 6             | 6    |
| Aristeidis Makrodimitris                                                            | 50 m Rücken S2          | 1:02,29 min | 7       | 1:03,46 min   | 7             | 7    |
| Aristeidis Makrodimitris                                                            | 100 m Rücken S2         | 2:19,25 min | 7       | 2:22,45 min   | 8             | 8    |
| Aristeidis Makrodimitris                                                            | 200 m Freistil S2       | 5:03,56 min | 6       | 4:57,90 min   | 6             | 6    |
| Georgios Kapellakis                                                                 | 50 m Rücken S2          | 1:14,47 min | 10      | ausgeschieden | ausgeschieden | 10   |
| Georgios Kapellakis                                                                 | 100 m Rücken S2         | 2:45,85 min | 9       | ausgeschieden | ausgeschieden | 9    |
| Ioannis Kostakis                                                                    | 50 m Rücken S3          | 1:17,35 min | 10      | ausgeschieden | ausgeschieden | 10   |
| Ioannis Kostakis                                                                    | 50 m Brust SB2          | 1:06,29 min | 8       | 1:07,48 min   | 7             | 7    |
| Ioannis Kostakis                                                                    | 50 m Freistil S3        | 55,45 s     | 8       | 53,95 s       | 7             | 7    |
| Ioannis Kostakis                                                                    | 200 m Freistil S3       | —           | —       | 4:01,46 min   | 7             | 7    |
| Ioannis Kostakis                                                                    | 150 m Lagen SM3         | DNS         | DNS     | ausgeschieden | ausgeschieden | DNS  |
| Charalampos Taiganidis                                                              | 100 m Rücken S12        | 1:03,70 min | 6       | 1:01,21 min   | 4             | 4    |
| Charalampos Taiganidis                                                              | 50 m Freistil S12       | 24,97 s     | 6       | 24,99 s       | 6             | 6    |
| Gerasimos Lignos                                                                    | 100 m Rücken S13        | 1:09,65 min | 10      | ausgeschieden | ausgeschieden | 10   |
| Gerasimos Lignos                                                                    | 100 m Brust SB13        | 1:14,25 min | 7       | 1:13,68 min   | 6             | 6    |
| Gerasimos Lignos                                                                    | 50 m Freistil S13       | 27,09 s     | 18      | ausgeschieden | ausgeschieden | 18   |
| Konstantinos Karaouzas                                                              | 50 m Brust SB3          | 54,37 s     | 9       | ausgeschieden | ausgeschieden | 9    |
| Antonios Tsapatakis                                                                 | 100 m Brust SB4         | —           | —       | 1:37,69 min   | 4             | 4    |
| Antonios Tsapatakis                                                                 | 50 m Schmetterling S5   | 44,55 s     | 13      | ausgeschieden | ausgeschieden | 13   |
| Antonios Tsapatakis                                                                 | 50 m Freistil S5        | 37,57 s     | 12      | ausgeschieden | ausgeschieden | 12   |
| Georgios Sfaltos                                                                    | 100 m Brust SB5         | 1:40,17 min | 6       | 1:40,05 min   | 6             | 6    |
| Georgios Sfaltos                                                                    | 50 m Freistil S6        | 32,65 s     | 11      | ausgeschieden | ausgeschieden | 11   |
| Georgios Sfaltos                                                                    | 100 m Freistil S6       | 1:12,15 min | 11      | ausgeschieden | ausgeschieden | 11   |
| Panagiotis Christakis                                                               | 100 m Brust SB6         | 1:37,98 min | 11      | ausgeschieden | ausgeschieden | 11   |
| Panagiotis Christakis                                                               | 50 m Schmetterling S6   | 35,46 s     | 11      | ausgeschieden | ausgeschieden | 11   |
| Panagiotis Christakis                                                               | 50 m Freistil S6        | 31,94 s     | 9       | ausgeschieden | ausgeschieden | 9    |
| Panagiotis Christakis                                                               | 100 m Freistil S6       | 1:14,05 min | 13      | ausgeschieden | ausgeschieden | 13   |
| Panagiotis Christakis                                                               | 200 m Lagen SM6         | 2:59,64 min | 9       | ausgeschieden | ausgeschieden | 9    |
| Dimosthenis Michalentzakis                                                          | 100 m Schmetterling S9  | 1:01,91 min | 3       | 59,27 s       | 1             | Gold |
| Dimosthenis Michalentzakis                                                          | 50 m Freistil S9        | 27,50 s     | 13      | ausgeschieden | ausgeschieden | 13   |
| Dimosthenis Michalentzakis                                                          | 200 m Lagen SM9         | 2:26,15 min | 10      | ausgeschieden | ausgeschieden | 10   |
| Frauen                                                                              |                         |             |         |               |               |      |
| Maria Kalpakidou                                                                    | 50 m Rücken S2          | —           | —       | 1:24,45 min   | 5             | 5    |
| Maria Kalpakidou                                                                    | 100 m Rücken S2         | —           | —       | 3:00,72 min   | 5             | 5    |
| Alexandra Stamatopoulou                                                             | 50 m Rücken S3          | 58,12 s     | 5       | 58,33 s       | 5             | 5    |
| Alexandra Stamatopoulou                                                             | 100 m Freistil S3       | 1:44,29 min | 5       | 1:47,16 min   | 6             | 6    |
| Semicha Rizaoglou                                                                   | 50 m Rücken S3          | 1:06,18 min | 7       | 1:12,05 min   | 8             | 8    |
| Semicha Rizaoglou                                                                   | 50 m Freistil S4        | 1:11,60 min | 16      | ausgeschieden | ausgeschieden | 16   |
| Semicha Rizaoglou                                                                   | 100 m Freistil S3       | 2:30,78 min | 11      | ausgeschieden | ausgeschieden | 11   |
| Chrysoula Antoniadou                                                                | 100 m Brust SB4         | 2:06,92 min | 8       | 2:06,24 min   | 7             | 7    |
| Chrysoula Antoniadou                                                                | 200 m Freistil S5       | 3:48,62 min | 11      | ausgeschieden | ausgeschieden | 11   |
| Mixed                                                                               |                         |             |         |               |               |      |
| Chrysoula Antoniadou Panagiotis Christakis Georgios Sfaltos Alexandra Stamatopoulou | 4 × 50 m Freistil 20 pt | 2:43,43 min | 5       | 2:39,35 min   | 5             | 5    |